# Обстріли Берислава
Обстріли Берислава — низка терористичних атак на місто Берислав та район військами РФ, що почалися під час російського вторгнення в Україну з 24 лютого 2022 року та тривають понині.
Берислав до вторгнення Росії в Україну був осередком освіти Херсонщини з двома коледжами.
Зараз місто зазнало значних руйнувань, заміновані околиці, відсутні комунальні послуги. Під час окупації в місті була гостра нестача продуктів та ліків. Після деокупації місто зазнало нових випробувань, зокрема, відсутності електроенергії та води. Зараз Берислав перебуває під постійними обстрілами, внаслідок яких багато будинків пошкоджено, є поранені та загиблі. Багато людей в місті відмовляються покидати свої домівки, незважаючи на обстріли.

## Хронологія

### 2022рік

#### Лютий 2022
24 лютого місто було окуповане російськими військами, які зайшли зі сторони тимчасово окупованого Криму.
На сторінці Херсонської обласної державної адміністрації у Facebook була оприлюднена оперативна інформація щодо ситуації у районах області. Основні події такі:
Бериславський район:
- Велика колона бронетехніки перетнула Каховську ГЕС та направилась в бік Великої Олександрівки;
- Стрілянина та активні бойові дії відсутні;
- Щодо перебування техніки в місті Берислав точна інформація відсутня.[2]

25 лютого окупанти бомбардували Козацьке і Шилове на Херсонщині. У місті Берислав ситуація спокійна, але на краю міста раніше стояли війська РФ, які зараз відійшли в сторону Шилової Балки. Мер Берислава повідомив, що в місті немає поліції або військкомата, і люди, які хочуть стати на захист, не знають, куди звернутися.
Місцеві жителі розповіли, що Козацьке і Шилове сильно бомблять, іде наступ. Таврійськ перебуває під контролем російських військ, а ГЕС також опинилася під Росією. Нова Каховка повністю засипана, і там нагнали стільки танків і градів, що майже на кожній вулиці стоять ворожі технічні засоби. Жителі Таврійська сидять у підвалах, оскільки на околицях міста рухаються танки.
Стан на 28 лютого:
Електропостачання:
Більшість населених пунктів мають електропостачання.
Часткове відключення електроенергії спостерігається в:
- Генічеському районі (через пошкодження лінії 150 кВт на ділянці Мелітополь–Сокологірне);
- Східному мікрорайоні Херсона;
- Селищі Антонівка.

Відсутнє електропостачання в:
- Селищі Чорнобаївка;
- Олешківській міській громаді.

Водопостачання:
Більшість населених пунктів мають водопостачання.
Перебої з водопостачанням спостерігаються в:
- Олешківській міській громаді;
- Селищі Антонівка.

Відсутнє водопостачання в:
Селищі Чорнобаївка.
Газопостачання:
Більшість населених пунктів мають газопостачання.
Відсутнє газопостачання в:
Олешківській міській громаді.
Інші питання:
- У деяких районах спостерігається дефіцит продуктів харчування, хліба та медикаментів;
- Є проблеми з підвозом продуктів та палива;
- В деяких населених пунктах створені добровільні дружини для охорони правопорядку;
- Працюють аптеки, продуктові магазини, лікарні та інші важливі структури;
- Зв’язок відсутній в деяких населених пунктах.[4]

Ситуація в регіоні:
- Ведуться бойові дії в районі Козацьке–Веселе (Каховський район);
- Спостерігається велике переміщення ворожої військової техніки;
- В цілому, системи постачання (вода, електрика, газ) в більшості населених пунктів працюють;
- Відсутнє електропостачання в 133 населених пунктах, з них 13 частково;
- Перебої з водопостачанням спостерігаються в деяких районах;
- Дефіцит продуктів харчування, хліба та медикаментів відчувається в багатьох населених пунктах;
- Є проблеми з вивозом сміття.

Ситуація по районах:
Бериславський район
- Берислав: Стрілянина та бойові дії відсутні. З’являються підозрілі особи. Формується служба охорони громадського правопорядку з місцевих жителів. Усі системи постачання працюють. Працюють аптеки, продуктові магазини, хлібозавод, лікарні. Відновлено подачу електроенергії до багатьох сіл. Інтернет і зв’язок у нормі;
- Борозенська ОТГ, Великоолександрівська ОТГ, Високопільська ОТГ, Кочубіївська ОТГ, Міловська ОТГ, Нововоронцовська ОТГ, Новоолександрівська ОТГ, Новорайська ОТГ: Стрілянина та бойові дії відсутні, ворожий транспорт відсутній. Енергопостачання, газопостачання, водопостачання в нормі. Працюють аптеки, продовольчі магазини. Організовано служби охорони громадського правопорядку з місцевих жителів, забезпечені транспортом;
- Калинівська ОТГ: Не газифіковані, газ у балонах, виникають проблеми з їх заповненням. Проблеми з медикаментами (інсулін, препарати для астми). Діти зі школи–інтернату евакуйовані. Активна допомога військовим продуктами та одягом, здавання донорської крові. Демонтовано дорожні знаки. Створено службу охорони громадського правопорядку з місцевих жителів, є транспорт. Електроенергія та водопостачання в нормі;
- Тягинська ОТГ: Стрілянина та бойові дії відсутні. Створено службу охорони громадського правопорядку з місцевих жителів. Проблеми з хлібом та медикаментами. У місцевому кафе печуть хліб, але закінчується мука. Електроенергія та водопостачання в нормі.

Важливі моменти:
- Створюються добровільні дружини для охорони правопорядку;
- Відновлюється робота пошкоджених систем постачання;
- Місцеві жителі допомагають один одному з продуктами, медикаментами та іншими необхідними речами.[5]

#### Березень 2022
1 березня у Бериславі усі системи забезпечення працювали (світло та газопостачання є). Аптеки, продуктові магазини, хлібозавод та лікарні також функціонували.
Інші селища (Борозенська, Великоолександрівська, Високопільська, Кочубеївська, Милівська, Н. Воронцовська, Н. Олександрівська, Новорайська): Енергопостачання, газопостачання та водопостачання у безперебійному стані. Проблем з борошном для випікання хліба немає.
Загалом, ситуація залишається стабільною, але потреба в підвозі ліків та продуктів харчування продовжує існувати.
Станом на 19:00  у Бериславі: всі системи працювали без перебою.
Борозенська, Великоолександрівська, Високопільська, Кочубеївська, Милівська, Н. Воронцовська, Н. Олександрівська, Новорайська СТГ: Енергопостачання, газопостачання, водопостачання у безперебійному стані.
На 2 березня 2022 року о 09:00 годині, Херсонська обласна державна адміністрація надала оперативну інформацію про ситуацію в районах Херсонщини. Основні деталі:
Бериславський район: Всі системи працюють. Є газ, електроенергія. Аптеки, магазини, лікарні працюють. Інтернет і зв’язок працюють.
Борозенська СТГ, Великоолександрівська СТГ, Високопільська СТГ, Кочубеївська СТГ, Милівська СТГ, Н. Воронцовська СТГ, Н. Олександрівська СТГ, Новорайська СТГ: Енергопостачання, газопостачання, водопостачання працюють безперебійно. Проблем з хлібом немає.
Тягинська СТГ: Не газифіковані, але електроенергія та водопостачання безперебійні. Проблеми з хлібом та медикаментами. Ворожа техніка перебуває на місцевому току.
Станом на 23:00:
Бериславський район:
Місто Берислав: Всі системи забезпечення працюють (світло, водопостачання та газопостачання є). Аптеки, продуктові магазини, хлібозавод та лікарні функціонують. Інтернет та зв’язок в нормі (Укртелеком).
Сільські територіальні громади (СТГ):
- Борозенська СТГ, Великоолександрівська СТГ, Високопільська СТГ, Кочубеївська СТГ, Милівська СТГ, Н. Воронцовська СТГ, Н. Олександрівська СТГ, Новорайська СТГ: Енергопостачання, газопостачання та водопостачання безперебійні. Проблем з борошном для випікання хліба немає;
- Калинівська СТГ: Зв’язок відсутній о 17:00, але електроенергія та водопостачання безперебійні. Проблеми з хлібом вирішено, але є проблеми з медикаментами;
- Тягинська СТГ: Не газифіковані, але електроенергія та водопостачання безперебійні. Проблеми з хлібом та медикаментами. Продукти в магазинах роздаються бойовиками.[9]

4 березня
Електропостачання: В різних районах Херсонщини є проблеми з електропостачанням.
Бериславський район:
м. Берислав: Всі системи забезпечення працюють (світло, водопостачання та газопостачання є). Аптеки, продуктові магазини, хлібозавод, лікарні та інші важливі структури функціонують. Інтернет та зв’язок в нормі (Укртелеком).
Інші селища та сільські територіальні громади:
- Енергопостачання, газопостачання та водопостачання у безперебійному стані;
- Проблема з борошном для випікання хліба відсутня;
- Є проблеми з хлібом та медикаментами в деяких районах.;
- Працюють лікарні та медичні заклади.[10]

5 березня Херсонська обласна державна адміністрація оприлюднила оперативну інформацію про ситуацію в районах Херсонщини. Основні деталі:
Знеструмлено: Загалом по області знеструмлено 38 населених пунктів повністю та 8 частково.
Бериславський район:
Місто Берислав: Всі системи забезпечення працюють (світло, водопостачання та газопостачання є). Аптеки, продуктові магазини, хлібозавод та лікарні працюють. Інтернет та зв’язок відсутні.
Різні сільські територіальні громади (СТГ) мають різний стан енергопостачання, газопостачання та водопостачання. Проблеми з хлібом відсутні.
Бої на Херсонщині: Протягом декількох днів тривали бої. 1 березня окупанти зайшли в Херсон.
Обмеження прав: 2 березня російські військові висунули вимоги жителям міста. Права людей сильно обмежені, але Херсон залишається українським.
Телевежа та медіа: 3 березня російські військові захопили телевежу. Транслюють 24 російські теле– та 3 радіоканали.
Гумконвой та голод: Місто залишається в облозі. Глушать мобільний зв’язок і інтернет. Машини з продуктами та ліками не пускають. Російський гумконвой приїхав з Криму, але херсонці не отримали продуктів.
Мирний протест: Люди вийшли на площу Свободи, розташували машини з українською символікою і прогнали російські військові.
Гуманітарна ситуація: Знеструмлено 38 населених пунктів, проблеми з медикаментами та продуктами. Жителі громад роздають молоко. Відсутній зв’язок з деякими містами.
Фейк про зґвалтування: Інформація про зґвалтування окупантами є фейком.

#### Листопад 2022
11 листопада, під час контрнаступу ЗСУ, після 260 днів окупації, місто було звільнено від російських загарбників.

### 2023 рік
Після звільнення місто перебуває під постійним вогнем російських військ зі сторони Каховки.
Вранці, 25 вересня, російські окупанти з винищувача Су–34 скинули чотири керовані авіабомби на місто, одна з них влучила по будівлі житлово — експлуатаційної контори, в результаті чого дві цивільні особи загинуло та 2 травмовано, також одна з авіабомб знищила житловий будинок.

### 2024рік

#### Серпень 2024
12 серпня під російськими обстрілами та авіаударами опинилися Білозерка, Велетенське, Придніпровське, Томина Балка, Станіслав, Зимівник, Понятівка, Антонівка, Дар’ївка, Садове, Музиківка, Берислав, Бургунка, Червоний Маяк, Михайлівка, Крупиця, Одрадокам’янка, Шляхове, Веселе та Херсон. Про це повідомив начальник Херсонської обласної військової адміністрації Олександр Прокудін. Російські обстріли пошкодили адміністративні будівлі, житлові квартали, газогін, господарські споруди, приватні автомобілі та автомобіль швидкої допомоги. Загинула одна людина, ще 17 отримали поранення, серед них двоє дітей.
13 серпня у «Громадському просторі» Бериславської громади відбувся захід, спрямований на розвиток пам’яті, уваги та мислення у людей різних поколінь. Про це повідомляє Бериславська міська рада. У заході взяли участь дошкільнята та люди поважного віку. Програма включала ігри, головоломки та творчі завдання, які сприяли активній роботі мозку. Такі заходи створюють атмосферу взаємоповаги та дружби між поколіннями, розвивають інтелектуальні здібності та зміцнюють соціальні зв’язки. Організатори висловили вдячність учасникам за активність та відзначили важливість таких зустрічей для підтримки активного способу життя та покращення загального самопочуття.
Близько 16:00 російські війська обстріляли Берислав. За даними Херсонської обласної військової адміністрації, поблизу магазину постраждала 48–річна жінка. Вона самостійно звернулася до лікарні, де їй діагностували вибухову травму та уламкове поранення гомілки. Потерпілій надають медичну допомогу.
Того ж дня під російськими обстрілами та авіаударами опинилися Станіслав, Черешеньки, Садове, Михайлівка, Антонівка, Червоний Маяк, Тараса Шевченка, Томарине, Берислав, Велетенське, Музиківка, Дніпровське, Зимівник, Білозерка, Золота Балка, Тягинка та Херсон.
За даними начальника Херсонської обласної військової адміністрації Олександра Прокудіна, російські військові влучили в об’єкт критичної інфраструктури, навчальний та медичний заклади, фермерське господарство, житлові квартали, зокрема дві багатоповерхівки та дев’ять приватних будинків. Пошкоджено газопровід, господарські споруди, приватні автомобілі, автобус та сільгосптехніку.
Внаслідок російської агресії шестеро людей отримали поранення.
14 серпня 2024 року американський некомерційний фонд «World Central Kitchen» надав допомогу мешканцям Бериславщини. За даними начальника Бериславської районної військової адміністрації Володимира Літвінова, протягом липня територіальні громади Бериславського району отримали понад 10 тисяч продуктових наборів:
- Нововоронцовська: 2476 шт.;
- Милівська: 916 шт.;
- Великоолександрівська: 727 шт.;
- Бериславська: 1543 шт.;
- Калинівська: 708 шт.;
- Новорайська: 1286 шт.;
- Борозенська: 462 шт.;
- Тягинська: 651 шт.;
- Новоолександрівська: 801 шт.;
- Високопільська: 1067 шт.[19]

Близько 13:00 російські війська обстріляли Берислав, що спричинило пожежу. За даними Херсонської обласної військової адміністрації, під час гасіння пожежі 45–річний чоловік отримав опіки тулуба, кінцівок та обличчя. Потерпілого шпиталізували, він отримує необхідну медичну допомогу.
Пд російськими обстрілами та авіаударами опинилися Антонівка, Садове, Зимівник, Кізомис, Станіслав, Софіївка, Микільське, Придніпровське, Сонячне, Берислав, Дудчани, Михайлівка, Червоний Маяк, Зміївка та Херсон. Про це повідомив начальник Херсонської обласної військової адміністрації Олександр Прокудін.
Російські військові атакували об’єкти критичної інфраструктури, адміністративні будівлі та житлові квартали, пошкодивши 16 приватних будинків, газопровід, господарські споруди, гаражі, приватні автомобілі, рятувальну автівку та сільськогосподарську техніку. Внаслідок обстрілів загинула одна людина, ще 13 отримали поранення, серед них одна дитина.
Під час нічної атаки дронами Сили протиповітряної оборони знищили вісім «Shahed–131/136» над територією Херсонської області.
15 серпня під російськими обстрілами та авіаударами опинилися Антонівка, Берислав, Благодатне, Бургунка, Гаврилівка, Дудчани, Садове, Станіслав, Софіївка, Качкарівка, Козацьке, Томина Балка, Токарівка, Михайлівка, Миролюбівка, Музиківка, Новокаїри, Ольгівка, Олександрівка, Зміївка, Заможне, Зорівка, Золота Балка, Червоний Маяк та Херсон. Про це повідомив начальник Херсонської обласної військової адміністрації Олександр Прокудін.
Російські військові атакували об’єкти критичної та транспортної інфраструктури, гуманітарний штаб, приватне підприємство, житлові квартали, зокрема 10 приватних будинків. Було пошкоджено газопровід, господарську споруду, гараж та приватні автомобілі. Внаслідок обстрілів загинула одна людина, ще п’ятеро, включаючи одну дитину, отримали поранення.
16 серпня під російськими обстрілами та авіаударами опинилися Садове, Придніпровське, Комишани, Антонівка, Інгулець, Станіслав, Ромашкове, Понятівка, Велетенське, Софіївка, Інженерне, Кізомис, Томина Балка, Первомайське, Берислав, Нововоронцовка, Золота Балка, Заможне, Одрадокам’янка, Новокаїри, Зміївка та Херсон.
Начальник Херсонської обласної військової адміністрації Олександр Прокудін повідомив, що росіяни влучили в об’єкти критичної інфраструктури, освітні заклади, житлові квартали, багатоповерхівку та 22 приватні будинки. Було пошкоджено газопровід, приватні автомобілі та автівку рятувальників. Внаслідок обстрілів шестеро людей отримали поранення, серед них одна дитина.
17 серпня під російськими обстрілами та авіаударами опинилися Чорнобаївка, Качкарівка, Садове, Михайлівка, Антонівка, Дар’ївка, Берислав, Велетенське, Золота Балка, Дудчани, Новокаїри, Зимівник, Степанівка, Понятівка, Комишани, Новорайськ, Зміївка, Одрадокам’янка та Херсон. Про це повідомив начальник Херсонської обласної військової адміністрації Олександр Прокудін.
Російські військові поцілили в адміністративні будівлі, освітній заклад, магазин, житлові квартали, вісім приватних будинків, господарчі споруди та приватні автомобілі. Внаслідок обстрілів дві людини отримали поранення.
19 серпня під російськими обстрілами та авіаударами опинилися Антонівка, Берислав, Бургунка, Білозерка, Благовіщенське, Томина Балка, Червоний Маяк, Понятівка, Первомайське, Приозерне, Садове, Комишани, Михайлівка, Ольгівка та Херсон. Про це повідомив начальник Херсонської обласної військової адміністрації Олександр Прокудін.
Російські військові влучили в освітній заклад та житлові квартали, пошкодивши 17 приватних будинків, газопроводи, господарчу споруду, гараж та приватні автомобілі. Внаслідок обстрілів поранено чотири людини, з них одна дитина.
Під час нічної дронової атаки Сили протиповітряної оборони знищили два «Shahed–131/136» над територією Херсонської області.
20 серпня під російськими обстрілами та авіаударами опинилися Антонівка, Комишани, Зимівник, Білозерка, Зеленівка, Надеждівка, Понятівка, Федорівка, Розлив, Томина Балка, Софіївка, Садове, Токарівка, Берислав, Миколаївка, Одрадокам’янка, Шилова Балка, Зміївка, Заможне, Михайлівка, Дудчани, Шляхове, Веселе та Херсон. Про це повідомив начальник Херсонської обласної військової адміністрації Олександр Прокудін.
Російські військові влучили в освітній та медичний заклади, адміністративні будівлі, заклад громадського харчування та територію фермерського господарства. Пошкоджено 3 багатоповерхівки, 21 приватний будинок, газогін, водогін, свердловину та приватні автомобілі. Внаслідок обстрілів загинула одна людина, ще 15 отримали поранення, з них чотири дитини.
21 серпня протягом останньої доби російські окупанти здійснили масовані обстріли громад Бериславського району, завдавши значних руйнувань та спричинивши людські жертви. Про це повідомив начальник Бериславської районної військової адміністрації Володимир Літвінов.
Під обстрілами опинилися Бериславська, Новоолександрівська, Нововоронцовська, Новорайська та Тягинська громади, зокрема м. Берислав, с. Новоберислав, с. Томарине, с. Новоолександрівка, с. Золота Балка, с. Михайлівка, селище Нововоронцовка, с. Червоний Маяк та с. Високе.
Російські війська завдали ударів з реактивних систем залпового вогню та артилерії по селах Томарине, Нововоронцовка, м. Берислав, селах Новоолександрівка, Михайлівка та Червоний Маяк. Пошкоджено будівлю закладу позашкільної освіти в Бериславі, складські приміщення, господарські споруди та сільськогосподарську техніку. В селі Томарине виникло загоряння житлових будинків, яке вдалося загасити завдяки оперативним діям ДСНС.
Крім артилерійських обстрілів, окупанти використали безпілотні літальні апарати для атак на Берислав, Новоберислав, селище Нововоронцовка, Золоту Балку, Михайлівку та село Високе. Внаслідок цього пошкоджено будівлю навчального закладу в селі Золота Балка, об’єкт критичної інфраструктури в селищі Нововоронцовка та житлові будинки в селах Високе та Михайлівка.
Внаслідок обстрілу в селі Томарине загинула 87–річна жінка. Поранення отримали троє чоловіків віком 33, 57 та 67 років під час атаки з безпілотників у селі Зміївка. Всі постраждалі звернулися за медичною допомогою.
З 21 серпня, згідно з розпорядженням начальника Бериславської районної військової адміністрації, внесено зміни до рішення від 26 квітня 2024 року щодо заборони руху транспортних засобів на автомобільній дорозі Т–04–03 Мар’янське – Берислав – /Р–47/ на ділянці км 14 – км 71.
Ці зміни спрямовані на забезпечення своєчасної доставки гуманітарної допомоги жителям Новоолександрівської, Милівської, Новорайської та Бериславської громад. Рух на зазначеній ділянці дозволено лише автомобілям екстрених служб, військовому транспорту та транспортним засобам з гуманітарними вантажами. Інші транспортні засоби спрямовуються в об’їзд через дорогу Т–22–07 /Т–04–03/ Високопілля – Велика Олександрівка – Берислав. Обмеження діятимуть до окремого розпорядження.
Начальник Бериславського районного відділу поліції Курділов забезпечує виконання обмежень. Військові адміністрації населених пунктів району повинні повідомити про нові умови пересування керівників підприємств, установ, громадських та благодійних організацій, а також населення відповідних громад. Контроль за виконанням рішення покладено на заступника голови районної державної адміністрації Пєшкова.
22 серпня російські обстріли та авіаудари охопили Антонівку, Берислав, Новоберислав, Томарине, Червоний Маяк, Нововоронцовку, Милове, Велетенське, Кізомис, Комишани, Садове та Херсон. За даними Херсонської ОВА, російські військові влучили в освітній заклад, магазин, житлові квартали, п’ять багатоповерхівок та дев’ять приватних будинків. Було пошкоджено газогін та сільгосптехніку. Внаслідок обстрілів загинули дві людини, ще п’ять отримали поранення.
Під російськими вогнем та авіаударами 23 серпня опинилися Станіслав, Антонівка, Кізомис, Садове, Широка Балка, Білозерка, Понятівка, Микільське, Берислав, Новорайськ, Милове, Гаврилівка, Зміївка та Херсон.
Про це повідомив начальник Херсонської обласної військової адміністрації Олександр Прокудін.
Російські військові поцілили в заклад культури; житлові квартали населених пунктів області, зокрема три багатоповерхівки та 10 приватних будинків. Також окупанти пошкодили газогін та приватні автомобілі.
Через російську агресію 10 людей дістали поранення.
24 серпня російські обстріли та авіаудари охопили Шляхове, Дудчани, Антонівку, Берислав, Білозерку, Янтарне, Золоту Балку, Томину Балку, Станіслав, Софіївку, Червоний Маяк, Томарине, Михайлівку, Новотягинку, Бургунку, Зміївку, Благовіщенське, Садове, Придніпровське та Херсон. За даними начальника Херсонської обласної військової адміністрації Олександра Прокудіна, російські військові влучили в об’єкт критичної інфраструктури, завод, житлові квартали, дві багатоповерхівки та 26 приватних будинків. Було пошкоджено гаражі та приватні автомобілі. Внаслідок обстрілів загинули дві людини, ще дев’ять отримали поранення.
Протягом доби 25 серпня російські війська завдали масованих ударів по населених пунктах Бериславського району. За даними начальника Бериславської районної військової адміністрації Володимира Літвінова, під обстріл потрапили Бериславська, Новорайська, Милівська, Новоолександрівська та Тягинська громади. Російські війська здійснили ракетні удари по селах Тягинка та Одрадокам’янка, а також артилерійські обстріли сіл Дудчани, Одрадокам’янка та Монастирське. Внаслідок обстрілів пошкоджено господарські споруди в Дудчанах. Крім того, російські війська атакували безпілотниками Берислав, Михайлівку та Червоний Маяк, пошкодивши будівлі пекарні та освітнього закладу в Михайлівці, а також житлові будинки та господарські споруди в Бериславі та Червоному Маяку. Жертв серед населення немає.
26 серпня російські війська здійснили обстріли та авіаудари по населених пунктах Антонівка, Дніпровське, Токарівка, Садове, Білозерка, Томина Балка, Кізомис, Широка Балка, Інженерне, Придніпровське, Станіслав, Михайлівка, Золота Балка, Гаврилівка, Дудчани, Осокорівка, Тягинка, Потьомкине, Новорайськ, Тополине та Херсон. За даними начальника Херсонської обласної військової адміністрації Олександра Прокудіна, росіяни влучили в об’єкти критичної інфраструктури, освітні та медичні заклади, адміністративні будівлі, житлові квартали, газопровід, господарчі споруди та автомобілі. Внаслідок обстрілів загинула одна людина, ще десять отримали поранення.
27 серпня російські війська здійснили обстріли та авіаудари по населених пунктах Новоолександрівка, Томина Балка, Новодмитрівка, Берислав, Милове, Дудчани, Понятівка, Гаврилівка, Зміївка, Микільське, Садове, Кізомис, Антонівка, Придніпровське, Тягинка, Ольгівка, Тополине та Херсон. За даними начальника Херсонської обласної військової адміністрації Олександра Прокудіна, росіяни влучили в автозаправну станцію, житлові квартали, господарчу споруду та автомобілі. Внаслідок обстрілів загинули дві людини, ще 14 отримали поранення. Під час нічної дронової атаки Сили протиповітряної оборони знищили один Shahed–131/136.
28 серпня російські війська здійснили обстріли та авіаудари по населених пунктах Херсонської області, включаючи Антонівку, Білозерку, Благовіщенське, Гаврилівку, Дудчани, Дніпровське, Придніпровське, Новодмитрівку, Станіслав, Садове, Широку Балку, Шляхове, Кізомис, Шестакове, Осокорівку та Херсон.
Начальник Херсонської обласної військової адміністрації Олександр Прокудін повідомив, що російські військові влучили в автозаправну станцію, житлові квартали, багатоповерхівку та 10 приватних будинків. Було пошкоджено газопровід та приватні автомобілі. Внаслідок обстрілів п’ятеро людей отримали поранення.
Під час нічної атаки дронами Сили протиповітряної оборони знищили два «Shahed–131/136».
29 серпня російські війська здійснили обстріли та авіаудари по населених пунктах Херсонської області, включаючи Антонівку, Садове, Придніпровське, Інженерне, Білозерку, Комишани, Приозерне, Широку Балку, Новодмитрівку, Понятівку, Токарівку, Берислав, Шляхове, Михайлівку, Нововоронцовку, Шостакове, Орлове, Архангельське, Потьомкине, Бургунку, Томарине, Качкарівку та Херсон.
Начальник Херсонської обласної військової адміністрації Олександр Прокудін повідомив, що російські військові влучили в поштове відділення, торговельний центр, магазин, житлові квартали, багатоповерхівку та сім приватних будинків. Було пошкоджено газопроводи, гараж, приватні автомобілі, автобус та сільгосптехніку. Внаслідок обстрілів шестеро людей отримали поранення.
30 серпня під російськими обстрілами та авіаударами опинилися населені пункти Херсонської області, включаючи Білозерку, Тягинку, Берислав, Михайлівку, Козацьке, Дар’ївку, Новорайськ, Одрадокам’янку, Антонівку, Благовіщенське, Новоберислав, Придніпровське, Садове, Кізомис, Інженерне, Комишани, Потьомкине, Архангельське та Херсон.
За даними начальника Херсонської обласної військової адміністрації Олександра Прокудіна, російські військові влучили в освітній заклад, адміністративну будівлю, банківську установу та магазин. Постраждали житлові квартали, зокрема дві багатоповерхівки та 11 приватних будинків. Також пошкоджено газопроводи, гаражі, господарчі споруди та приватний автомобіль.
Внаслідок обстрілів поранено три людини.
31 серпня під російськими обстрілами та авіаударами опинилися Антонівка, Берислав, Бургунка, Велетенське, Дар’ївка, Михайлівка, Понятівка, Придніпровське, Новоберислав, Новокаїри, Новорайськ, Садове, Кізомис, Шляхове та Херсон.
За даними начальника Херсонської обласної військової адміністрації Олександра Прокудіна, російські військові влучили в освітній заклад, житлові квартали, зокрема три приватних будинки. Пошкоджено господарчу споруду та приватні автомобілі.
Внаслідок обстрілів одна людина загинула, ще одна дістала поранення. Під час нічної дронової атаки Сили протиповітряної оборони знищили один Shahed–131/136.